# Falaises du Cran aux Oeufs et du Cap Gris-Nez, Dunes du Chatelet, Marais de Tardinghen et Dunes de Wissant
Falaises du Cran aux Oeufs et du Cap Gris-Nez, Dunes du Chatelet, Marais de Tardinghen et Dunes de Wissant este o arie protejată (sit de importanță comunitară — SCI) din Franța întinsă pe o suprafață de 1.059 ha, din care 79 % marine.

## Localizare
Centrul sitului Falaises du Cran aux Oeufs et du Cap Gris-Nez, Dunes du Chatelet, Marais de Tardinghen et Dunes de Wissant este situat la coordonatele 50°52′38″N 1°37′39″E / 50.87722°N 1.6275°E.

## Înființare
Situl Falaises du Cran aux Oeufs et du Cap Gris-Nez, Dunes du Chatelet, Marais de Tardinghen et Dunes de Wissant a fost declarat arie specială de conservare în baza directivei 92/43 din 1992 referitoare la conservarea habitatelor naturale și a faunei și florei sălbatice pentru a proteja 6 specii de animale.

## Biodiversitate
Situată în ecoregiunea atlantică, aria protejată conține 24 de habitate naturale: Bancuri de nisip acoperite în permanență slab de apă marină, Faleze cu vegetație de pe coastele atlantice și baltice, Dune mobile cu vegetație embrionară, Dune mobile de-a lungul țărmului cu Ammophila arenaria („dune albe”), Dune de coastă fixe cu vegetație erbacee („dune gri”), Dune cu Hyppophaë rhamnoides, Dune cu Salix repens ssp. argentea (Salicion arenariae), Ape stătătoare oligotrofe până la mezotrofe, cu vegetație de Littorelletea uniflorae și/sau de Isoëto-Nanojuncetea, Lacuri eutrofice naturale cu vegetație de tip Magnopotamion sau Hydrocharition, Formațiuni ierboase bogate în specii de Nardus, dezvoltate pe substraturi silicioase în zone montane (și în zone submontane, în Europa continentală), Pajiști cu Molinia pe soluri calcaroase, turboase sau argilos-nămoloase (Molinion caeruleae), Liziere de ierburi înalte hidrofile de câmpie și de nivel montan până la alpin, Izvoare petrifiante cu formare de travertin (Cratoneurion), Mlaștini alcaline, Recifuri, Dune împădurite din regiunile atlantică, continentală și boreală, Vegetație anuală la limita mareei, Vegetație perenă pe țărmurile stâncoase, Terase mlăștinoase și terase nisipoase neacoperite de apă la reflux, Pășuni atlantice udate de apa mării (Glauco-Puccinellietalia maritimae), Fânețe de joasă altitudine (Alopecurus pratensis, Sanguisorba officinalis), Depresiuni intradunale umede, Ape puternic oligomezotrofe cu vegetație bentonică cu Chara spp., Păduri aluvionare cu Alnus glutinosa și Fraxinus excelsior (Alno-Padion, Alnion incanae, Salicion albae).
La baza desemnării sitului se află mai multe specii protejate:
- amfibieni (1): triton cu creastă (Triturus cristatus)
- mamifere (5): Halichoerus grypus, liliac cărămiziu (Myotis emarginatus), focă obișnuită (Phoca vitulina), marsuin (Phocoena phocoena), delfin mare (Tursiops truncatus)

Pe lângă speciile protejate, pe teritoriul sitului au mai fost identificate 41 de specii de plante.